# Ophthalmolebias ilheusensis
Ophthalmolebias ilheusensis é uma espécie de peixe que pertence à  família Rivulidae e é endêmico do Brasil mais especificamente do estado da Bahia. A espécie é conhecida apenas de áreas alagadas costeiras nas proximidades da cidade de Ilhéus. Ophthalmolebias era um sub-gênero de Simpsonichthys e foi elevado à categoria de gênero.
Na última avaliação feita da espécie (2019) ela foi considerada como uma espécie Em Perigo pelo ICMBio.
Basta escrever, Ophthalmolebias ilheusensis, na barra de pesquisa do site citado acima.